# Lisa Freeman
Lisa Freeman (Los Ángeles, 28 de julio de 1957) es una actriz estadounidense.

## Carrera
Durante la década de los ochenta Freeman actuó en varias películas y series de televisión. Su primera película fue To Race the Wind. En 1984 actuó en la película Viernes 13 Parte IV, El Capítulo Final, y el mismo año actuó junto a Linda Blair en la película Savage Streets. En 1985 actuó en Back to the Future. En 1989 actuó en Back to the Future Part II. Participó en series de televisión como The Facts of Life, Doogie Howser, M.D., entre otras.

## Filmografía

### Películas
- Back to the Future Part II (1989) .... Babs
- Back to the Future (1985) .... Babs
- Savage Streets (1984) .... Francine
- Breakin' (1984) .... Mesera
- Friday the 13th: The Final Chapter (1984) .... Enfermera Morgan
- Mr. Mom (1983) .... Motorhead
- To Race the Wind (1980) .... Pat

### Series de televisión
- Bringing Up Jack .... Enfermera (1 episodio: The Beeper, 1995)
- Doogie Howser, M.D. .... 30's Her (1 episodio: Breaking Up Is Hard to Doogie, 1990)
- The Facts of Life .... Sally (1 episodio: A Slice of Life, 1984)
- Reggie .... Debra (1 episodio: Mark's Girlfriend, 1983)
- Quincy M.E. .... Girl at Job Fair (1 episodio: Memories of Allison, 1981)

- Datos: Q5976922